# 小行星4631
小行星4631（英語：4631 Yabu）是一颗围绕太阳公转的小行星。1987年11月22日，上田清二、金田宏在钏路市发现了此天体。
这颗小行星的绝对星等为51.06643342916175等。